# 藤野公之
藤野 公之（ふじの ただゆき）は、日本の文部科学官僚。東京工業大学理事、副学長（財務担当）、事務局長。

## 来歴
福岡市出身。久留米大学附設高等学校在学中は寮生活を送る。同高を経て、1985年に早稲田大学政治経済学部を卒業、文部省（現、文部科学省）に入省。
文化庁文化部宗務課長、内閣官房内閣参事官（内閣官房副長官補付・構造改革特区推進室・地域再生推進室）、内閣府構造改革特区担当室・地域再生事業推進室参事官、文部科学省生涯学習政策局政策課長等を経て、2013年に文部科学省生涯学習政策局生涯学習総括官、2015年に国立科学博物館理事、国立科学博物館附属自然教育園長に就任。翌年、国立科学博物館副館長。
2017年、文部科学省大臣官房サイバーセキュリティ・政策評価審議官、2018年、文部科学省大臣官房サイバーセキュリティ・政策立案総括審議官、2019年に文部科学省大臣官房文部科学戦略官に就任。
2019年4月より現職。